# Erzhausen
Erzhausen er en by i Kreis Darmstadt-Dieburg med venskabsbyerne
- Mnichovo Hradiste, Středočeský kraj, Okres Mladá Boleslav, Tjekkiet
- Incisa in Val d’Arno, Toskana, Provinz Florenz , Italien
- Malgrat de Mar, Barcelona, Catalonien, Spanien
- Ivanychi, Ivanychi Raion, Volyn oblast, Ukraine

## Kommunalvalg 2016
| Parti                         | Procent |
| ----------------------------- | ------- |
| GfE (Gemeinsam für Erzhausen) | 38,3    |
| SPD                           | 31,4    |
| CDU                           | 18,7    |
| Bündnis 90/Die Grünen         | 11,6    |